# Давньоримський військовий диплом

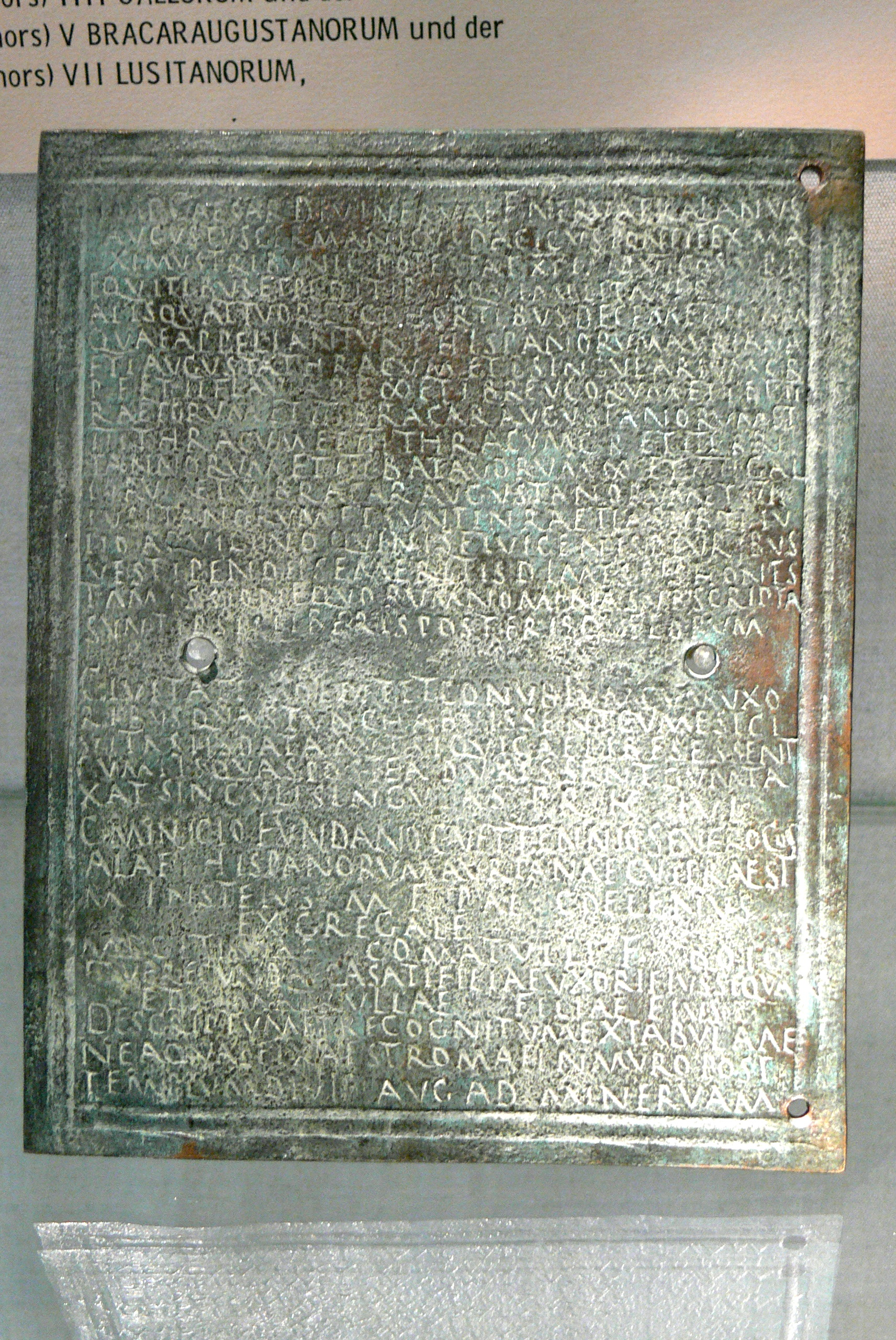
Диплом, знайдений у Баварії, виданий у 107 р.

Військовий диплом (лат. diploma) — сучасний термін  римських документів, що підтверджують звільнення солдата з армії та надання йому римського громадянства як винагороду за вірну службу. Диплом, написаний на двох бронзових табличках, був нотаріально засвідченою копією оригіналу конституції (імперського едикту), складеного імператорськими посадовими особами та викритого для громадськості в Римі. Солдат підтвердив свої права за місцем поселення, як правило, після 25 (і більше) років служби.
Перші дипломи були видані під час принципату (52-284 рр н. е.).  Надання громадянства солдатам, які заслужили прихильність Риму, сприяло романізації провінції імперії, а також збільшувало базу набору легіонів.  З прийняттям у 212 році н. е. Едикту Каракалли, який дарував римське громадянство всім жителям провінцій, випуск дипломів, які стали непотрібними, практично припинився, хоча для ветеранів флоту і преторіанської і міських когорт вони випускалися аж до кінця III століття.  У IV столітті Рим почали  видаватися подібні документи, що підтверджували набуття ветеранських прав, але які  не пов'язані з цивільними правами.
Сотні тисяч дипломів збереглися до наших часів, хоча більшість з них є лише фрагментами.  Завдяки точним датуванням та кількості інформації, яку вони містять, римські військові дипломи є цінним історичним джерелом про Римську імперію, її армію та флот.

## Опис

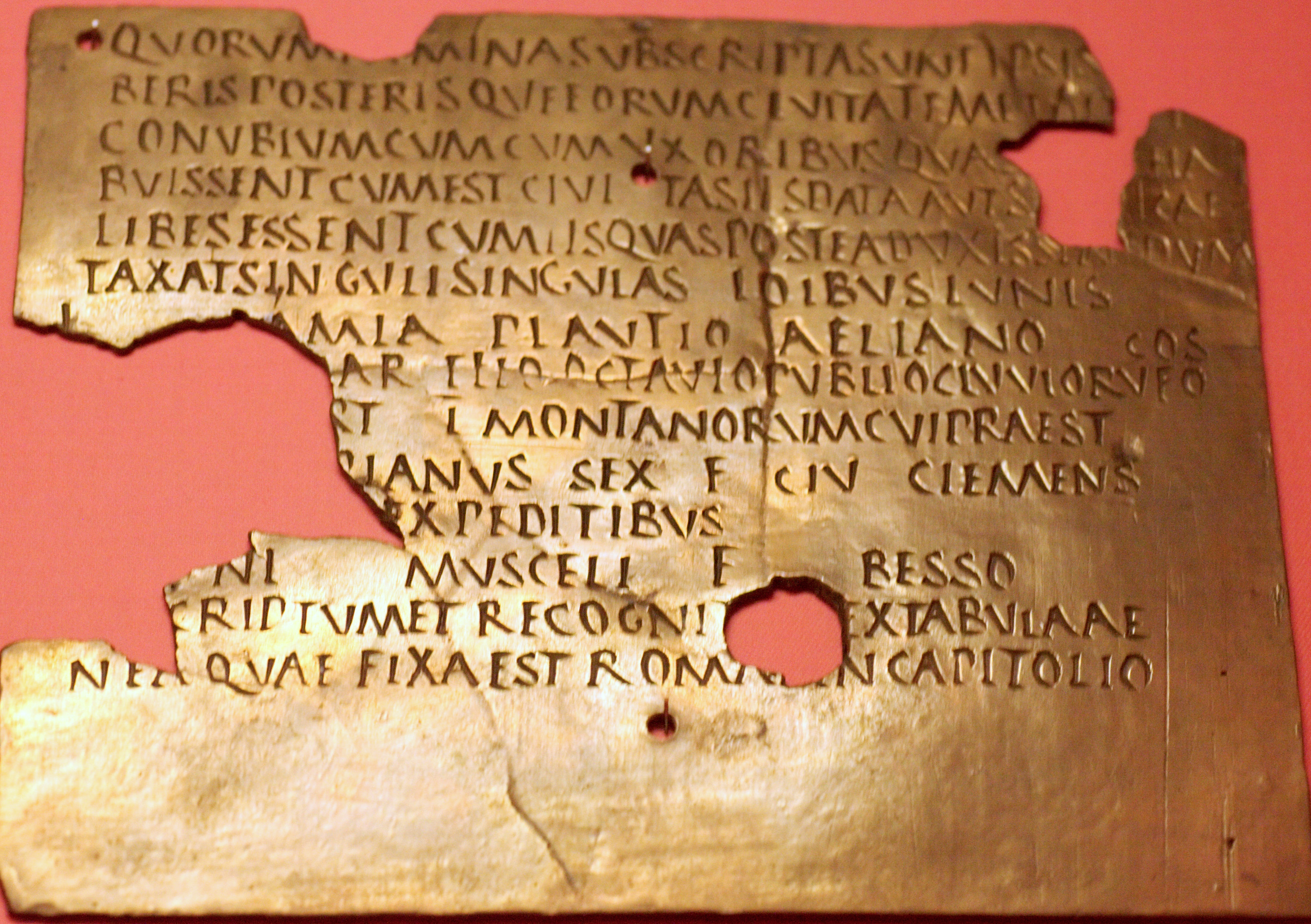
Фрагмент внутрішньої частини диплому часів Веспасіана, виданого Сойєнусу Мюселу з Бессова, ветерана 1-ї гірської когорти

Військові дипломи відрізнялися за розміром, розміром письма, масою та якістю виготовлення, але всі були виготовлені за однією стандартною схемою.  Зазвичай вони були відносно невеликими, зручними та зручними для транспортування.  Найменші відомі екземпляри — близько 10 × 12 сантиметрів, найбільші — близько 16 × 21 см.  Один з найкраще збережених прикладів був розкопаний з дна Сави у 1997 році і знаходиться в краєзнавчому музеї в Славонському Броді в Хорватії.  Цей диплом, виданий 9 лютого 71 року від імені імператора Веспасіана для сотника Мізенського флоту, підписаного як Liccaivs Birsi F. Masunnia, розміром 16,8 × 13,1 см і важить 727,8 грамів.  Є також набагато тонші та легші копії, що складається з двох планшетів товщиною лише близько 1 мм та масою близько 70 грамів кожна.
Кожен військовий диплом складався з двох бронзових табличок, написаних з обох боків, скріплену коричневим або мідним дротом через два, три чи чотири отвори, просвердлені посередині і, можливо, вздовж однієї з довших сторін.  Дріт був закріплений печатками свідків, поміщеними в спеціальний картуш.  Спеціальний клапоть у вигляді трьох коричневих бляшок або ременів, захищених ущільненнями, вписаними в органічні речовини проти руйнування або пошкодження [5].  Вищезгаданий приклад із Славонського Броду — один з небагатьох, на якому збереглися не лише картуш, але й печатки свідків, що містяться в ньому.
Зовнішні сторони дипломів були відлиті з бронзи разом із текстом методом втраченого воску, потім текст на внутрішній стороні був вирізаний зубилом.  Зовнішня таблиця  містила зміст диплома і підписи свідків, семи шанованих римських громадян та картуш із їх печатками.  На внутрішній стороні обох планшетів був той самий текст, що і на першій сторінці, за винятком того, що він був написаний горизонтально.
Ймовірно, внутрішня версія, написана трохи більшими літерами, захищена від руйнування та урочисто запечатана, була належною копією імперської конституції, що зберігалася в Римі.  Свідки підтвердили печаткою, що документ є вірною, завіреною копією оригінального юридичного документа.  Зовнішній текст призначався для щоденного використання як своєрідний документ, що посвідчує особу.  У разі необхідності посадова особа за місцем проживання ветерана могла зламати печатки та перевірити текст, написаний всередині, що, ймовірно, було формою захисту від підробки.  

## Зміст імперського едикту та диплому
Хоча зміст дипломів дещо змінювався протягом століть, їх основна структура виглядала дуже схожою незалежно від часу, регіону та типу збройних сил.  Типовий документ містив постійну юридичну формулу, яку імператорські книжники доповнювали подробицями про конкретного ветерана.

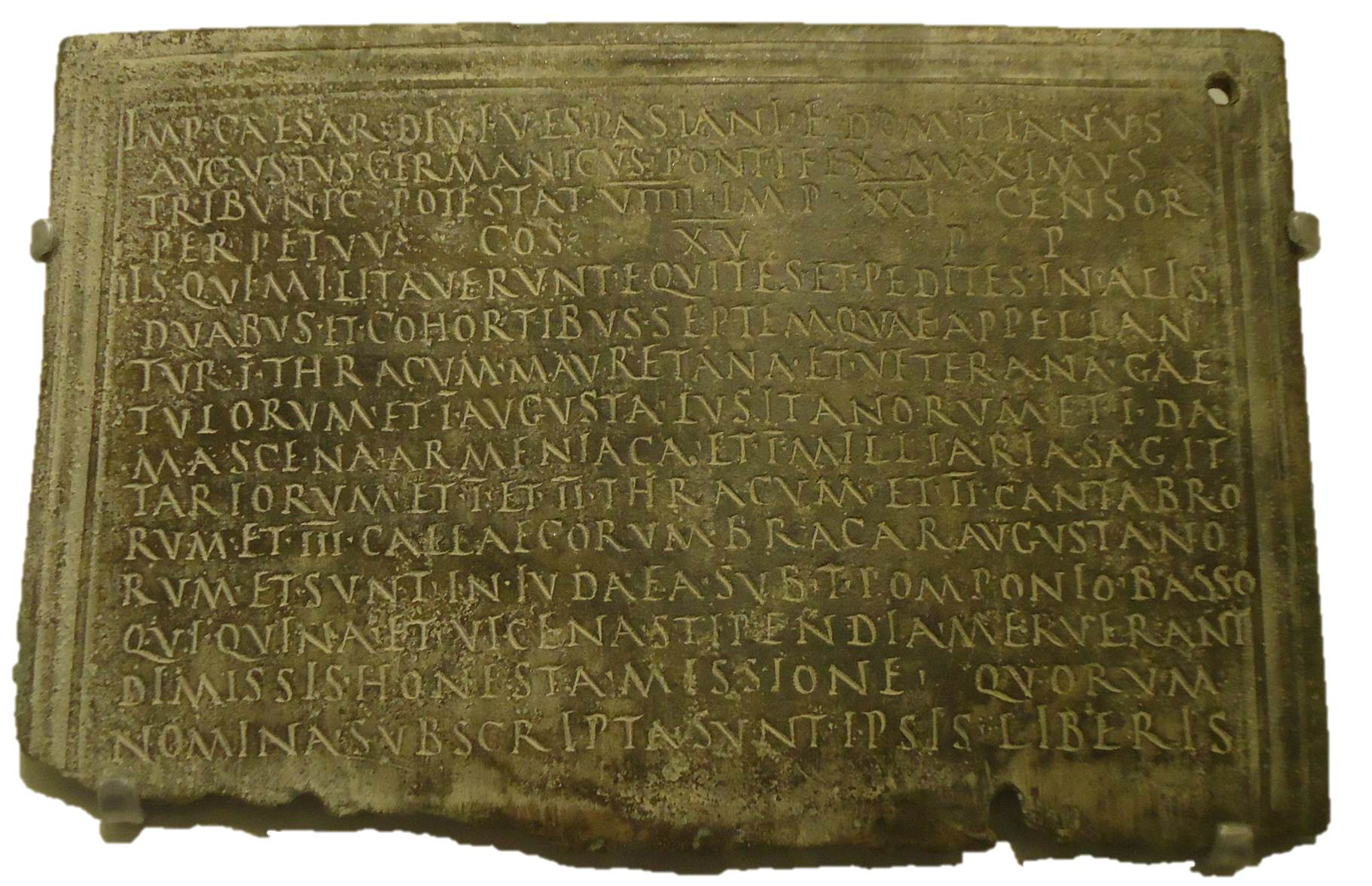
Внутрішня частина диплому, видана в 90 році нашої ери, для солдата, розміщеного в Юдеї, в одному з підрозділів, яким командував Тіт Помпоніус Бассо.

Документ розпочинався з імені нинішнього правлячого імператора, з повними титулами, роком правління, ім'ям батька та посадами.  Потім диплом надав перелік усіх підрозділів, охоплених певною конституцією, включаючи детальний перелік кінних ал та піхотних когорт, а також їх місце розташування, цифри та назви, а часто також почесні звання. Перелік підрозділів супроводжувався назвою провінції та прізвищем консула чи претора, який нині керує нею, який офіційно був командиром римських частин у даній області.
За цим вступом дотримувалася формула надання громадянства разом з вимогами, яких відповідав реципієнт (наприклад, «він отримав лат. honestam missionem (почесне звільнення)» або «відзначився відвагою у бою»).  Зміст цієї формули сильно змінювався протягом віків.  У формулі була вказана дата надання громадянства, написана римським способом, а також імена двох діючих консулів, завдяки яким тепер можна реконструювати точну дату видання документа. Едикти часто випускалися масово ветеранам усіх підрозділів, розміщених у певній місцевості, завдяки яким лише один документ може бути використаний для реконструкції підрозділів римської армії в даний період. Однак відомі едикти, що охоплюють лише ветеранів одного підрозділу і навіть окремих солдатів. У списку підрозділів слідували назва провінції та прізвище нинішнього консула чи претора, який офіційно був командиром римських частин у даній області.
За юридичними формулами дотримувалася особиста частина, щоразу адаптувалася до конкретного солдата.  У ньому були вказані його ім'я, родовід та походження, а також назва останнього підрозділу, який він служив, його звання та прізвище командира.  Якщо солдат був одружений (або в довготривалих відносинах, які він узаконив), у документі також було вказано родовід і імена дружини та її батька, а до близько 140 р. часто також імена їхніх синів і дочок.
Із стандартної формули випливало, що текст був «написаний та підтверджений із таблиць, що зберігаються в Римі за храмом Августа, біля пам'ятника Мінерві».  Раніше, приблизно до 88 року н. е., таблички виставлялися в різних місцях на Капітолії.
Зміст диплому від 10 серпня 110 р.
Латинський текст
IMP CAES DIV NERV F NERVA TRAI AVG GER DAC
PONT MAX TR P XIIII IMP VI COS V PP
PEDITIBVS ET EQVITIBVS QVI MILITANT IN COH I
BRITTONVM M VLPIA TORQVATA P F C R QVAE
EST IN DACIA SVB D TERENTIO SCAVRIANO QVORVM
NN SVBSCRIPTA SVNT PIE ET FIDELITER EXPEDITIONE
DACICA FVNCTIS ANTE EMERITA STIPEDIA CIV R DEDIT
A D III IDVS AVG
DARNITHETHI
L MINICIO NATALE
Q SILVANO GRANIANO COS
PEDITI
M ULPIO ADCOBROVATI F NOVANTICONI RATIS
DESCRIPTUM ET RECOGNITUM EX TABULA AENEA QUAE
FIXA EST ROMAE IN MURO POST TEMPLUM
DIVI AUG AD MINERVAM
Український переклад
Імператор Цезар, син божественного Нерва, Нерва Траян Август Германік Дакі, Первосвященик, народна трибуна на той час
чотирнадцятий, обраний імператором в шостий раз, консул в п'ятий раз, батько Батьківщини.
Пішоходи та вершники служать у намисті, прикрашеному титулами
Римські громадяни та віддані та вірні Першій Ульпійській когорті тисячі британців, які
дислокувався в Дакії під Децимом Терентієм Скауріаном, з якого
імена, перелічені нижче, і які мають вірну та віддану службу в кампанії
вони заслужили, перед римською військовою службою їм було надано римське громадянство.
На третій день перед серпневими кумирами.
У Дарнітіті.
У консульстві Луція Мініція Наталіса
і Квінт Сілуан Граніус.
Марк Ульпіюш Новантіко, син Адкобровату, з Рата.
Написано і підтверджено з таблиці розміщеної в Римі на стіні поруч з храмом божественний Август на Мінерві

## Історичне тло
Ядром римської армії були легіони, солдатів яких набирали майже виключно з числа римських громадян. Однак, вже на початку, більшість військ були зібрані різними допоміжними особами, тобто загони, які набиралися здебільшого з числа жителів імперії зі статусом перегрінів.  Особи, позбавлені громадянства, також служили в загонах преторіанців, Equites Singulares Augusti і навіть в міських когортах (лат. cohortes urbanae), що забезпечували безпеку Риму.  Оскільки римляни не мали настільки сильних морських традицій, як багато їхніх противників у Середземномор'ї, римський флот також складався здебільшого з солдатів поза межами Італії.
Допоміжні особи походили з допоміжних підрозділів, які завербувались у віддалених провінцій з числа негромадян під час війни.  Однак уже в першому столітті нашої ери допоміжні солдати були реорганізовані в підрозділи, схожі на легіони з організаційною структурою, зброєю та тактикою.  Мобілізація у випадку війни була замінена щорічним набором добровольців, що проводився за попередньо визначеними планами.  Якщо раніше склад, озброєння та внутрішня організація таких підрозділів залежали головним чином від їхнього командира, то на початку імперії всі вони були пристосовані до загального стандарту та поділялися на центурії та когорти (їхніми відповідниками в кінноті були турми та али).  Стандартизація не зайшла так далеко, оскільки легіони та окремі когорти часто зберігали свій специфічний національний характер, на практиці допоміжна допомога стала настільки ефективною бойовою силою, як легіони громадян Риму.  Хоча через кілька століть подібний приплив неримлян до армії сприяв краху імперії, в перші століття нашої ери це призвело до досить прискореної романізації завойованих провінцій.
Ще близько 24 року до н. е., під час Тиберія, допоміжні сили та легіони були в рівновазі, причому близько 125 000 солдатів служили в обох. Однак наприкінці першого століття в допоміжних службах служило понад півтора рази більше солдатів, ніж у «громадянських» легіонах. На час Септимія Севера (близько 211 р. н. е.) сили легіонів зросли до 182 000, а сили допоміжних сил — до 250 000. Як і в легіонах, солдати негромадянських формувань прослужили майже все життя: вони часто вступали в армію незабаром після досягнення повноліття, і почали своє громадянське життя лише після 25, 30 чи навіть 40 років служби. За часів Антоніна Пія чверть століття служби стали нормою, але численні винятки з неї, безумовно, з'явилися в ІІІ столітті.

## Ветеранський статус армії Римської імперії

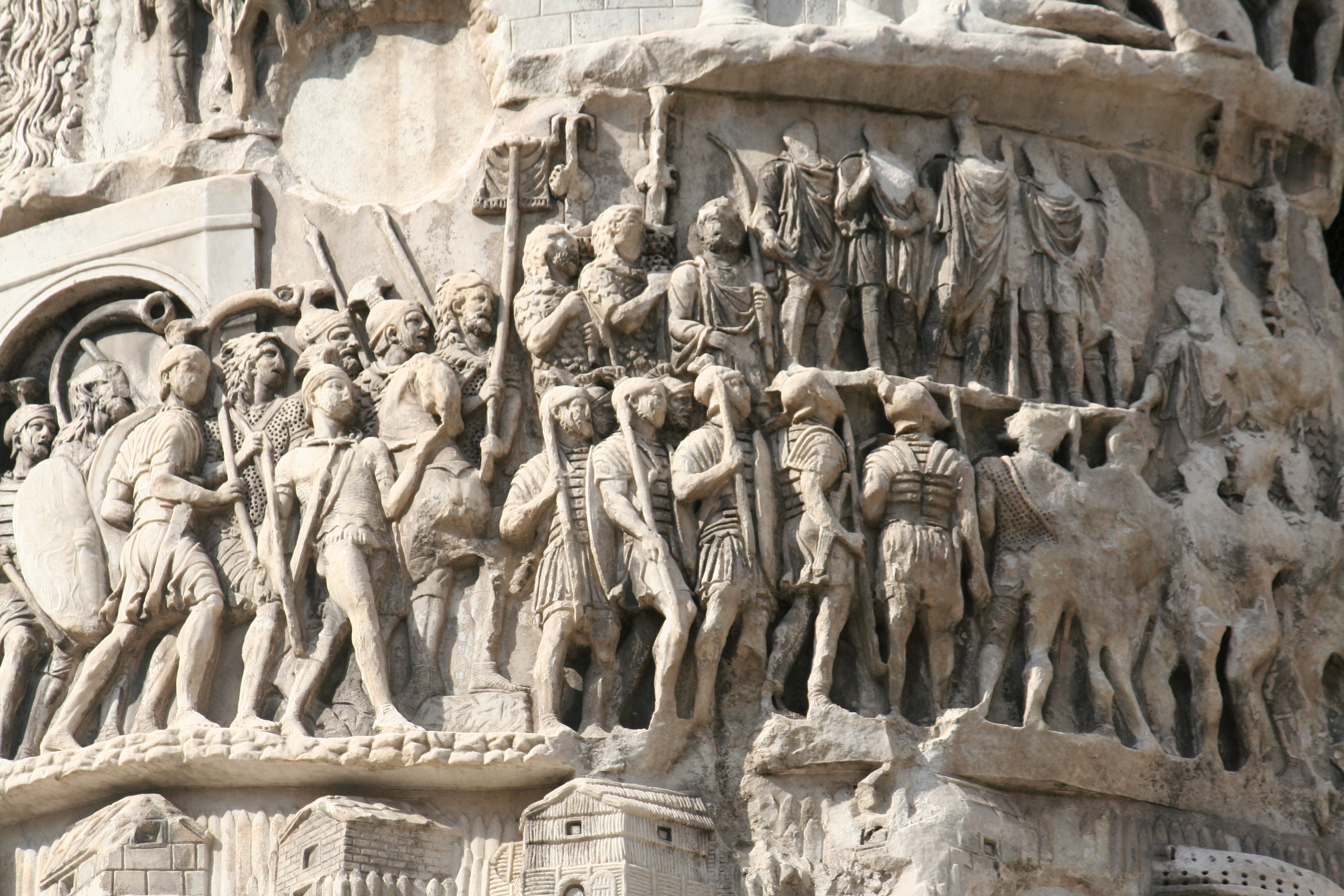
Всупереч поширеній думці, більшість допоміжних воїнів воювали як важка кіннота, схожа на легіони, хоча їхня техніка дещо відрізнялася від легіонерів. Відмінною рисою став щит: замість квадратних щитів вони використовували овальні.

Приблизно половина римських солдатів отримали статус ветерана наприкінці служби, інші загинули або померли під час служби, або залишили її, не отримавши присвоєного звання.  Зазвичай солдати мали змогу накопичити значну кількість грошових коштів протягом усієї служби.  Справді, оплата військових службовців в допоміжній службі була досить скромною, а частина солдатів, які витрачали кошти  на засоби для існування, також отримували бонуси від своїх командирів (donativum і praemia), а значним джерелом доходу для них була торгівля здобиччю, здобутою під час воєн.  Після закінчення служби багато солдатів могли розраховувати на разовий бонус (viaticus) та на надання землі для обробітку.  Справді, на неї поширювалася двадцятирічна заборона продажу, що серйозно обмежувало можливість брати проти неї позики, але вже в часи Республіки ця заборона широко ігнорувалася.  Земельні гранти були поширеними в республіканські часи;  Справді, Октавіан Август замінив їх фінансовим бонусом, але пізніше були ситуації надання земельних ділянок ветеранам, особливо в периферійних провінціях.
Солдати, які в молодості приєдналися до армії як представники багатьох завойованих Римом народів, залишили її ряди ретельно романізованими.  Будучи римськими громадянами, вони найчастіше поселялися в країнах походження або в каналах поблизу місця розташування свого підрозділу, де вони інтегрувалися з місцевими елітами та сприяли урбанізації малонаселених регіонів.  Їхній військовий досвід допоміг захистити периферійні провінції імперії від вторгнення варварських племен, їхні сини часто приєднувалися до легіонів.
Окрім прав, що випливають із повного громадянства, ветеранам також надавались додаткові пільги.  У кримінальних справах вони не могли бути покарані за винищення або за поїдання диких тварин, а також були захищені від засудження до громадських робіт чи робіт у шахтах.  Октавіан, а за ним Доміціан, звільнив ветеранів від митних зборів та різноманітних munera, таких як охорона або робота з ремонту зрошувальних каналів.  Імунітет охопив також батьків-ветеранів, його дружину та дітей.  Вони також мали п'ятирічний період після закінчення служби, протягом якого їх не можна було призначити для виконання інших літургій.

### Важливість громадянства в суспільстві Риму
Римське суспільство було сильно структурованим, але на відміну від багатьох сучасних суспільств, раса, релігія чи походження відігравали в ньому набагато меншу роль, ніж соціальний статус, належність до римської цивілізації та факт отримання громадянства. Громадянство було правовим відображенням ідеалів «римлянизму». На практиці, римське громадянство було надзвичайно складним поняттям, і було виділено багато різних класів. Римський громадянин (лат. Civis romanus, мн. Cives romani) належав до соціальної еліти держави і охоплювався римським цивільним законодавством (ius civile, буквально «цивільне право»).
Однак навіть у цій групі рівність перед законом не перекладається на ідентичне коло можливостей: не кожен громадянин мав право володіти власністю (ius commercii), одружуватися (ius connubii), володіти активним і пасивним виборчим правом (відповідне латинське (ius supragiorum і ius honoum). Останні два були заборонені для жінок, а також  союзників Риму з інших регіонів Апеннінського півострова, охоплених окремим ius latinum. Визволителі також мали право на окремий статус.
На відміну від них, за часів імперії переважна більшість (близько 80-90 відсотків) людей, які проживають у цій місцевості, мали статус перегрінів, «іноземців». Ним не керувало римське право, а лише ius gentium, який у кримінальних справах спирався на благодать імператорського легата. Цей закон не захищав їх від катувань, колективної відповідальності і не дозволяв оскаржувати вирок самому імператору. У юридичних суперечках з особами, які мають римське громадянство, перегріни були у невигідному стані, оскільки ius civile трактувався як закон про місцеві закони та звичаї, включаючи власність та спадщину. Громадяни також були звільнені від двох найважливіших данин: податку на опитування (tributum capitis) та податку на землю (tributum soli). Негромадяни не могли служити в римських легіонах, а лише в ауксиліях. Хоча обидва типи підрозділів були озброєні майже однаково, вони воювали пліч-о-пліч у битвах, за тими ж принципами та в одних і тих же ролях, легіонери були набагато краще нагороджені.

#### Формалізація надання громадянства ветеранам
Перші дотації громадянства в обмін на військову службу були використані вже під час війни з союзниками (91–88 рр. до н. е.), збереглась таблиця (так звана бронза з Асколи), що підтверджувала надання громадянства Гнеєм Помпеєм Страбоном групі з близько 30 кавалеристів з Іспанії, ветеранів підрозділу лат. turma Salluitana, які відзначилися в битві за Аскулум. Громадянство надавались на полі бою (virtutis causa) і було формою нагороди за хоробрість.
Спочатку, ця пільга надавалась досить рідко і лише у виняткових обставинах.  З часом імператори зарезервували це для себе, і з'явилася традиція нагороджувати не лише винятковою хоробрістю, але і багаторічною службою.  З часів династії Юліанів до наших днів не збереглося жодного диплома, що можна пояснити винятковою прискіпливістю, з якою Октавіан Август, Тиберій і Калігула оцінювали заслуги кандидатів на всі нагороди та гідності .
Врешті-решт звичай був оформлений близько 52 р. Імператором Клавдієм (41-54 рр. н. е.), а потім імператором Веспасіаном, під час правління якого надання громадянства стало набагато частішим і назавжди увійшло у військову традицію Риму  .  Клавдій, мабуть, сподівався, що він «посіє урожай громадянства» у віддалених провінціях імперії, щоб можна було їх романізувати і латинізувати аналогічно, як у часи республіки, можна було асимілювати жителів Іспанії Бетики та Нарбонської Галлії.
За часів Клавдія та Нерона дипломами були нагороджені майже виключно солдати під час служби, а з часом більшість стали ветеранами.  Згідно з новим законом, диплом мали право отримувати солдати та ветерани, які прослужили весь контракт (25 років у земельних одиницях і 26 або 27 у флоті, хоча до початку другого століття багато допоміжних службовців служили на практиці значно довше).  З роками формула імперського едикту також незначно змінювалась, що також часто було пристосовано до конкретної ситуації.
Близько 99 р. н. е.  відбулася уніфікація змісту дипломів для армії та флоту, раніше присуджених окремими едиктами.  Пізніші імперські едикти найчастіше перераховують як земельні одиниці, так і провінційні флоти в одному документі.  
Окрім лише цивільних прав, солдату найчастіше надавали право на  одруження, також з кимось поза групою громадян (але лише один раз; лат. Conubium cum uxoribus quas tunc habuissent).
Незважаючи на те, що офіційно звичайні солдати не могли одружуватися в той час, на практиці багато з них складали міцні стосунки, де їхні підрозділи розміщувалися.  Ось чому багато збережених військових дипломів не лише дарують це право, але і легалізують вже укладені шлюби та надають права як подружжю, так і їхнім нащадкам.  Існує також один відомий випадок диплому, який не згадує дружину та дітей, але надає громадянство братам та сестрам та батькам солдата.  Близько 140 закону було змінено, і лише діти, які народилися після надання батьківського громадянства, стали громадянами, але в 197 р. Септимій Север, ймовірно, скасував заборону шлюбу у військовій формі, і незабаром після цього громадянство було поширене на всіх жителів імперії.
Надання громадянства було пов'язане зі складною юридичною процедурою.  Командир підрозділу склав список військовослужбовців, звільнених з армії або тих, що заслужили громадянство, який він надіслав губернатору домашньої провінції підрозділу.  Він зібрав усі подібні заяви з усіх підрозділів і відправив їх до Риму, де чиновники Ерарія підготували проект конституції про надання громадянства всім ветеранам даної провінції.  Дизайн був прийнятий імператором, а потім був вигравірований на бронзовій дошці, виставленій для публічного огляду поруч із пам'ятником Мінерві за храмом божественного Августа в Римі.  На основі constitutio були виготовлені коричневі копії та надіслані губернаторам, які надсилали їх до окремих підрозділів.  Там їх урочисто вручили солдатам, які залишали службу.
Надання громадянства не було синонімом звільнення.  Хоча більшість солдатів могли розраховувати на громадянство лише після прибуття їхнього honesta missio, тобто після 25 або 26 років служби, були випадки попереднього диплому про визнання військових заслуг, які часто надавались на полі бою або під час торжества, як це було в республіканські часи.  
Приблизно в середині ІІ століття н. е.  політика романізації периферійних провінцій імперії почала приносити свої плоди: все більше і більше синів ветеранів-ауксиліаріїв починають приєднуватися до армії, як до легіонів, так і до частин, в яких раніше служили їхні батьки.  Як результат, близько 140 року зміст типового імператорського едикту було змінено, щоб включити надання громадянства «тим, хто цього ще не має».  Тоді також діти ветеранів чи військовослужбовців, що діють на службі, отримували громадянство після вступу в армію, деякі з них навіть вказували каструм як місце народження.  У середині другого століття більше половини солдатів-помічників були громадянами, а також їх товариші по зброї з легіонів.
Грем Вебстер оцінює, що завдяки традиції присвоєння громадянства ветеранам та їх сім'ям до Риму щороку приїжджають 10, 20 та навіть 30 000 громадян.Сотні тисяч військових дипломів, ймовірно, були нагороджені під час їхньої роботи, тоді як стільки ж оригіналів зберігали в Римі.  Однак до нашого часу збереглося лише близько тисячі з них, включаючи лише один фрагмент, який, ймовірно, належить до оригіналу, виставленого в столиці імперії.  Решта — це копії, надані солдатам, знайдені переважно в периферійних провінціях імперії, куди вони вирушили після служби.  Найбільш окремі імперські едикти та їх відповідні таблиці були знайдені в провінціях, де в давнину розміщувалася найбільша кількість військ і куди більшість ветеранів вирушали після відходу з служби: у Верхню та Нижню Мезію, Верхню та Нижню Паннонію, Рецію, Британію, Верхню Дакію та Тингитанську Мавретанію.  У спокійніших провінціях, де розміщувалося менше військових, таких як Фракія та Сардинія, є набагато менше едиктів. Тираж дипломів в Єгипті є досить відомим, коли кожна людина, яка бажає перейти від одного кандидата до іншого, повинна була ідентифікувати себе з відповідними документами перед посадовими особами префекта та отримати дозвіл у формі  епікриз (грец. ἐπίκρισις). Серед таких людей значну групу становили ветерани з військовим дипломом.
Аналіз частоти окремих імператорів за змістом едиктів, цитованих на дипломах, відомих сучасній науці, свідчить про поступове збільшення їх виробництва з часів Веспасіана (35 едиктів, урядами Доміціана (65), Траяна (113) та Адріана (180)  до саміту за часів Антоніна Пія (248 конституцій, згаданих у знайдених дипломах).  Ми знаємо лише едикти, які підписували його наступники Маркус Аврелій та Луцій Верус, ті, що носять ім'я Комод — 24.  Потім воно поступово зменшується (за винятком часів Олександра Северуса, 64 редакти яких збереглися до наших днів) аж до останніх відомих грамот, підписаних імператорами під час Третьої тетрархії (306—308 рр. н. е.).
Для істориків незрозуміло, чому виявлено відносно невелику кількість військових дипломів, а також раптовий спад їх виробництва.  Припускають, що можливим поясненням є той факт, що бронза була відносно цінним металом, особливо в неспокійному віці, тому більшість дипломів — включаючи столи з Риму — могли просто бути розплавлені за життя початкових власників або  незабаром після цього.  Можливо також, що солдати повинні були доплатити за їх показ, що змусило багатьох ветеранів не купувати їх. Інша теорія полягає в тому, що присвоєння диплому вимагало додаткової кваліфікації після закінчення служби за чверть століття, що означало б, що на практиці група людей, які мали право на диплом, була значно меншою.  Додатковим фактором, що впливає на значне зменшення кількості дипломів, виданих після часів Антоніна Пія, може стати плутанина, що виникає внаслідок так званої  кризи третього століття — війни та епідемії можуть значно зменшити кількість солдатів, що закінчилися життя.
Також загадкою є те, що, хоча в підрозділах допоміжних служб піхотинці переважали кавалеристів у співвідношенні щонайменше 8: 5, серед знайдених дипломів пропорції зворотні.

## Після 212р
У 212 році Конституція Антоніна надавала римське громадянство всім вільним жителям імперії, тим самим роблячи видачу нових документів непотрібними для більшості ветеранів. Незважаючи на це, до кінця ІІІ ст. грамоти були видані ветеранам флотських частин, преторіанської гвардії та міських когорт, ймовірно, головним чином як підтвердження права на шлюб Нарешті, під час тетрархії дипломи у первісному вигляді практично зникли.
Незважаючи на це, звичай видавати подібні дипломи всім ветеранам дожив до пізньої античності, незалежно від того, в якій формі вони виконували службу, як підтвердження їхнього honesta missio, почесного звільнення зі служби, а отже, і придбання всіх привілеїв ветеранів. Ці документи називались в стародавніх джерелах epistolae (листи), testimonia або testimoniales (свідчення), термін також з'являється в літературі tabulae honestae misisis. Спочатку їх виставляли лише спорадично, переважно в Єгипті. Їхнє масове впровадження по всій імперії відноситься до часів Діоклетіана, безумовно, до 311 р.